# Ludovico V del Palatinato
Ludovico V di Wittelsbach (Heidelberg, 2 luglio 1478 – Heidelberg, 16 marzo 1544) fu un membro della dinastia dei Wittelsbach e principe elettore del Palatinato.

## Biografia
I suoi genitori erano Filippo del Palatinato e Margherita di Baviera-Landshut.
Ludovico succedette al padre nel 1508 e dovette fronteggiare le conseguenze della guerra di successione di Landshut contro Alberto IV di Baviera. Con la dieta imperiale di Augusta, nel 1518, ottenne l'annullamento del bando imperiale contro il Palatinato e nel 1519 votò per l'elezione di Carlo V d'Asburgo come imperatore del Sacro Romano Impero.
Dopo una serie di negoziati con la popolazione contadina, nel 1525 venne coinvolto nella guerra dei contadini tedeschi.
Sposò Sibilla, figlia di Alberto IV di Baviera, ma non ebbe figli da lei.

## Ascendenza
|                                    |                                    |                                  | Genitori                           |  |  | Nonni |  |  | Bisnonni                       |  |  | Trisnonni                  |  |
|                                    |                                    |                                  |                                    |  |  |       |  |  | 8. Ludovico III del Palatinato |  |  | 16. Roberto del Palatinato |  |
|                                    |                                    |                                  |                                    |  |  |       |  |  | 8. Ludovico III del Palatinato |  |  | 16. Roberto del Palatinato |  |
|                                    |                                    | 17. Elisabetta di Norimberga     |                                    |  |  |       |  |  | 8. Ludovico III del Palatinato |  |  |                            |  |
| 4. Ludovico IV del Palatinato      |                                    |                                  |                                    |  |  |       |  |  | 8. Ludovico III del Palatinato |  |  |                            |  |
|                                    |                                    | 9. Matilde di Savoia             | 18. Amedeo di Savoia-Acaia         |  |  |       |  |  |                                |  |  |                            |  |
|                                    |                                    | 9. Matilde di Savoia             | 18. Amedeo di Savoia-Acaia         |  |  |       |  |  |                                |  |  |                            |  |
|                                    |                                    | 9. Matilde di Savoia             | 19. Caterina di Ginevra            |  |  |       |  |  |                                |  |  |                            |  |
| 2. Filippo del Palatinato          |                                    | 9. Matilde di Savoia             |                                    |  |  |       |  |  |                                |  |  |                            |  |
|                                    |                                    | 10. Amedeo VIII di Savoia        | 20. Amedeo VII di Savoia           |  |  |       |  |  |                                |  |  |                            |  |
|                                    |                                    | 10. Amedeo VIII di Savoia        | 20. Amedeo VII di Savoia           |  |  |       |  |  |                                |  |  |                            |  |
|                                    |                                    | 10. Amedeo VIII di Savoia        | 21. Bona di Berry                  |  |  |       |  |  |                                |  |  |                            |  |
| 5. Margherita di Savoia            |                                    | 10. Amedeo VIII di Savoia        |                                    |  |  |       |  |  |                                |  |  |                            |  |
|                                    |                                    | 11. Maria di Borgogna            | 22. Filippo II di Borgogna         |  |  |       |  |  |                                |  |  |                            |  |
|                                    |                                    | 11. Maria di Borgogna            | 22. Filippo II di Borgogna         |  |  |       |  |  |                                |  |  |                            |  |
|                                    |                                    | 11. Maria di Borgogna            | 23. Margherita III di Fiandra      |  |  |       |  |  |                                |  |  |                            |  |
| 1. Ludovico V del Palatinato       |                                    | 11. Maria di Borgogna            |                                    |  |  |       |  |  |                                |  |  |                            |  |
|                                    | 12. Enrico XVI di Baviera-Landshut | 24. Federico di Baviera-Landshut |                                    |  |  |       |  |  |                                |  |  |                            |  |
|                                    | 12. Enrico XVI di Baviera-Landshut | 24. Federico di Baviera-Landshut |                                    |  |  |       |  |  |                                |  |  |                            |  |
|                                    | 12. Enrico XVI di Baviera-Landshut | 25. Maddalena Visconti           |                                    |  |  |       |  |  |                                |  |  |                            |  |
| 6. Ludovico IX di Baviera-Landshut | 12. Enrico XVI di Baviera-Landshut |                                  |                                    |  |  |       |  |  |                                |  |  |                            |  |
|                                    |                                    | 13. Margherita d'Asburgo         | 26. Alberto IV d'Asburgo           |  |  |       |  |  |                                |  |  |                            |  |
|                                    |                                    | 13. Margherita d'Asburgo         | 26. Alberto IV d'Asburgo           |  |  |       |  |  |                                |  |  |                            |  |
|                                    |                                    | 13. Margherita d'Asburgo         | 27. Giovanna di Baviera-Straubing  |  |  |       |  |  |                                |  |  |                            |  |
| 3. Margherita di Baviera-Landshut  |                                    | 13. Margherita d'Asburgo         |                                    |  |  |       |  |  |                                |  |  |                            |  |
|                                    |                                    | 14. Federico II di Sassonia      | 28. Federico I di Sassonia         |  |  |       |  |  |                                |  |  |                            |  |
|                                    |                                    | 14. Federico II di Sassonia      | 28. Federico I di Sassonia         |  |  |       |  |  |                                |  |  |                            |  |
|                                    |                                    | 14. Federico II di Sassonia      | 29. Caterina di Brunswick-Lüneburg |  |  |       |  |  |                                |  |  |                            |  |
| 7. Amalia di Sassonia              |                                    | 14. Federico II di Sassonia      |                                    |  |  |       |  |  |                                |  |  |                            |  |
|                                    |                                    | 15. Margherita d'Austria         | 30. Ernesto I d'Asburgo            |  |  |       |  |  |                                |  |  |                            |  |
|                                    |                                    | 15. Margherita d'Austria         | 30. Ernesto I d'Asburgo            |  |  |       |  |  |                                |  |  |                            |  |
|                                    |                                    | 15. Margherita d'Austria         | 31. Cimburga di Masovia            |  |  |       |  |  |                                |  |  |                            |  |
|                                    |                                    | 15. Margherita d'Austria         |                                    |  |  |       |  |  |                                |  |  |                            |  |